# Forio
Forio es un municipio italiano ubicado en la ciudad metropolitana de Nápoles, en Campania. Tiene una población estimada, a fines de agosto de 2022, de 17 324 habitantes.
Está situada en la parte occidental de la isla de Isquia.
El territorio municipal contiene la frazione (subdivisión) de Panza. Limita con las localidades de Casamicciola Terme, Lacco Ameno y Serrara Fontana.
En su territorio se encuentra la playa de Citara y los jardines de La Mortella, donde se asentó la residencia del compositor William Walton y su esposa, Susana Walton.

## Galería

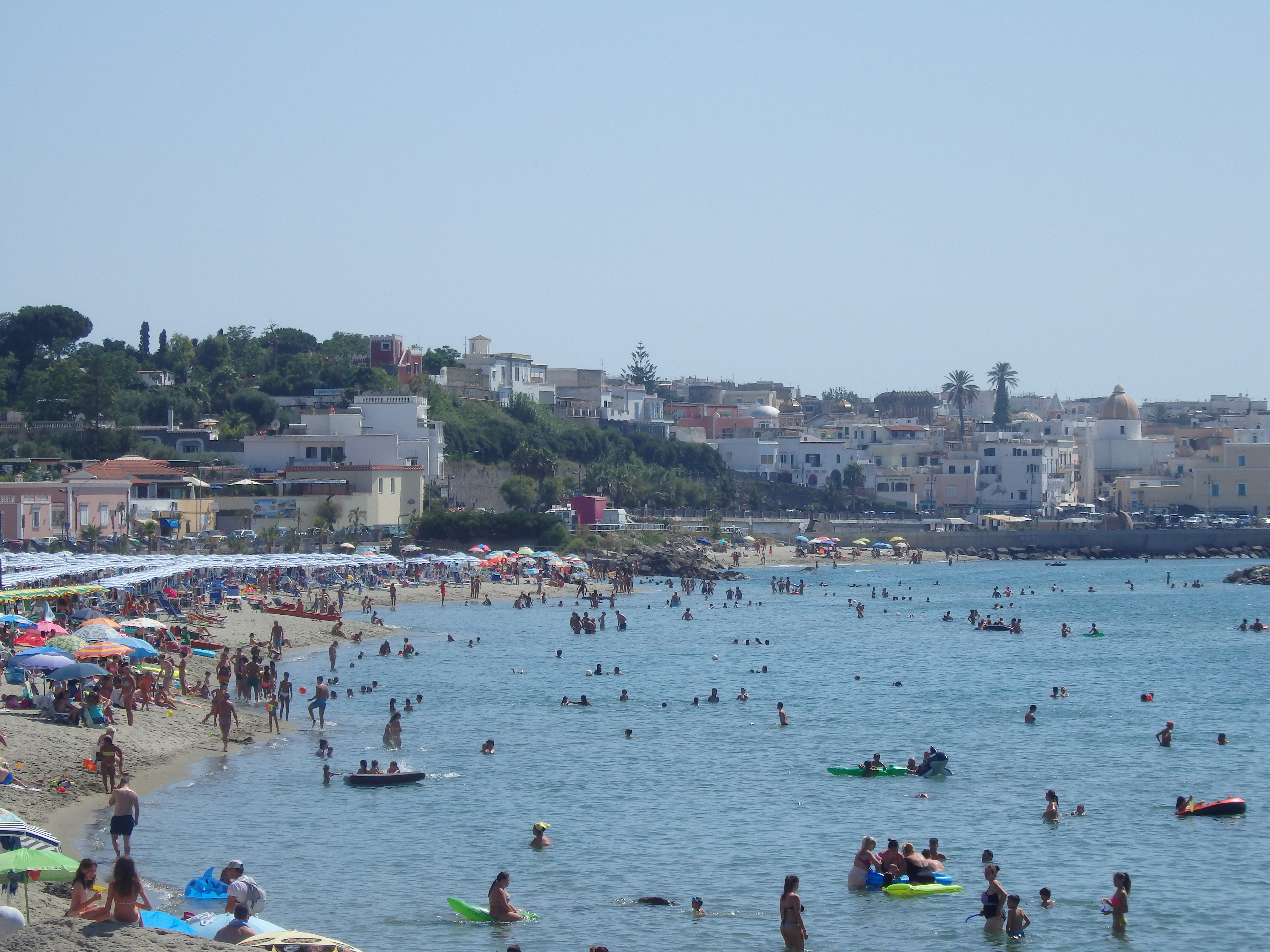
Playa de Chiaia.
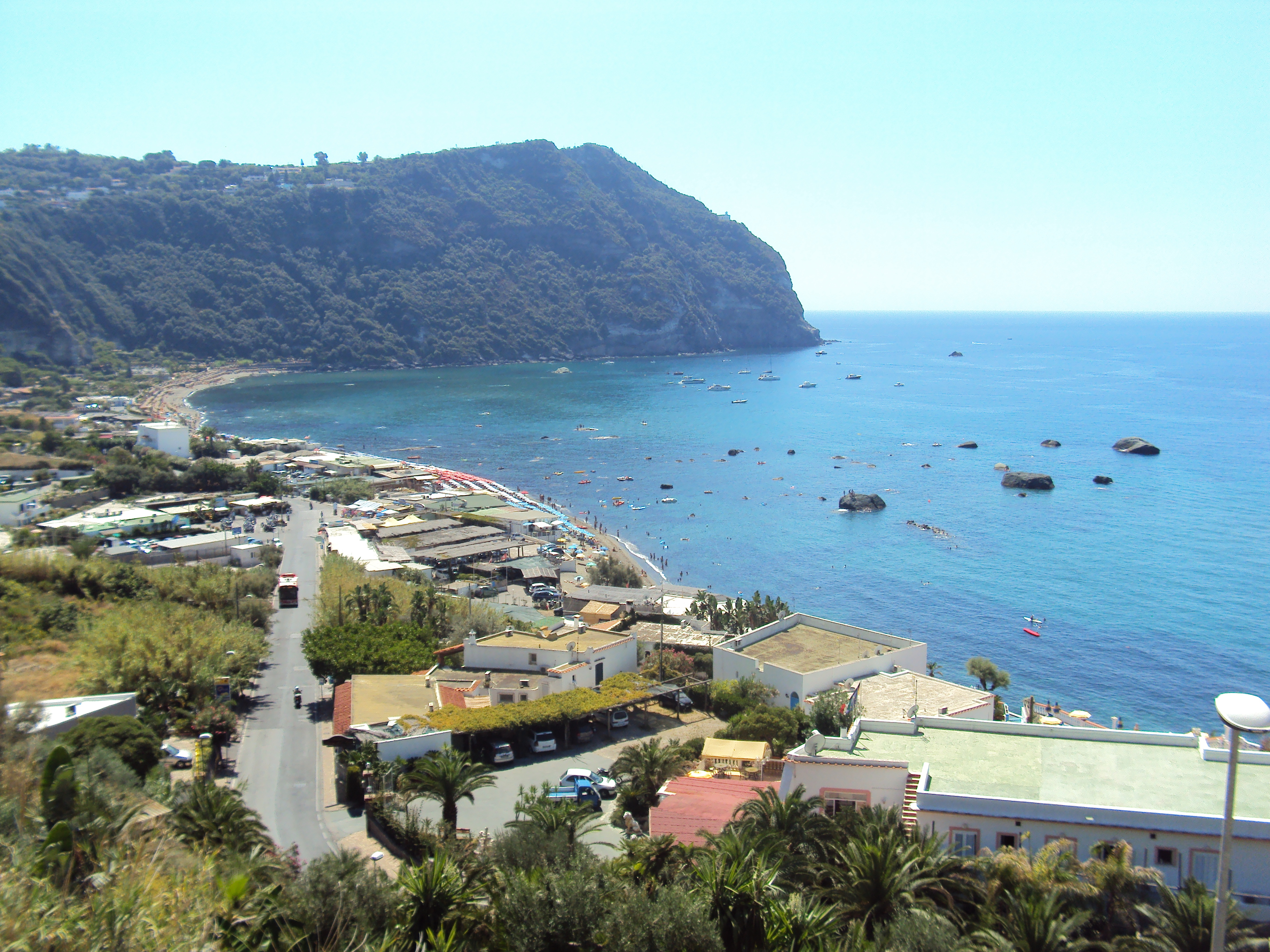
Playa de Citara.
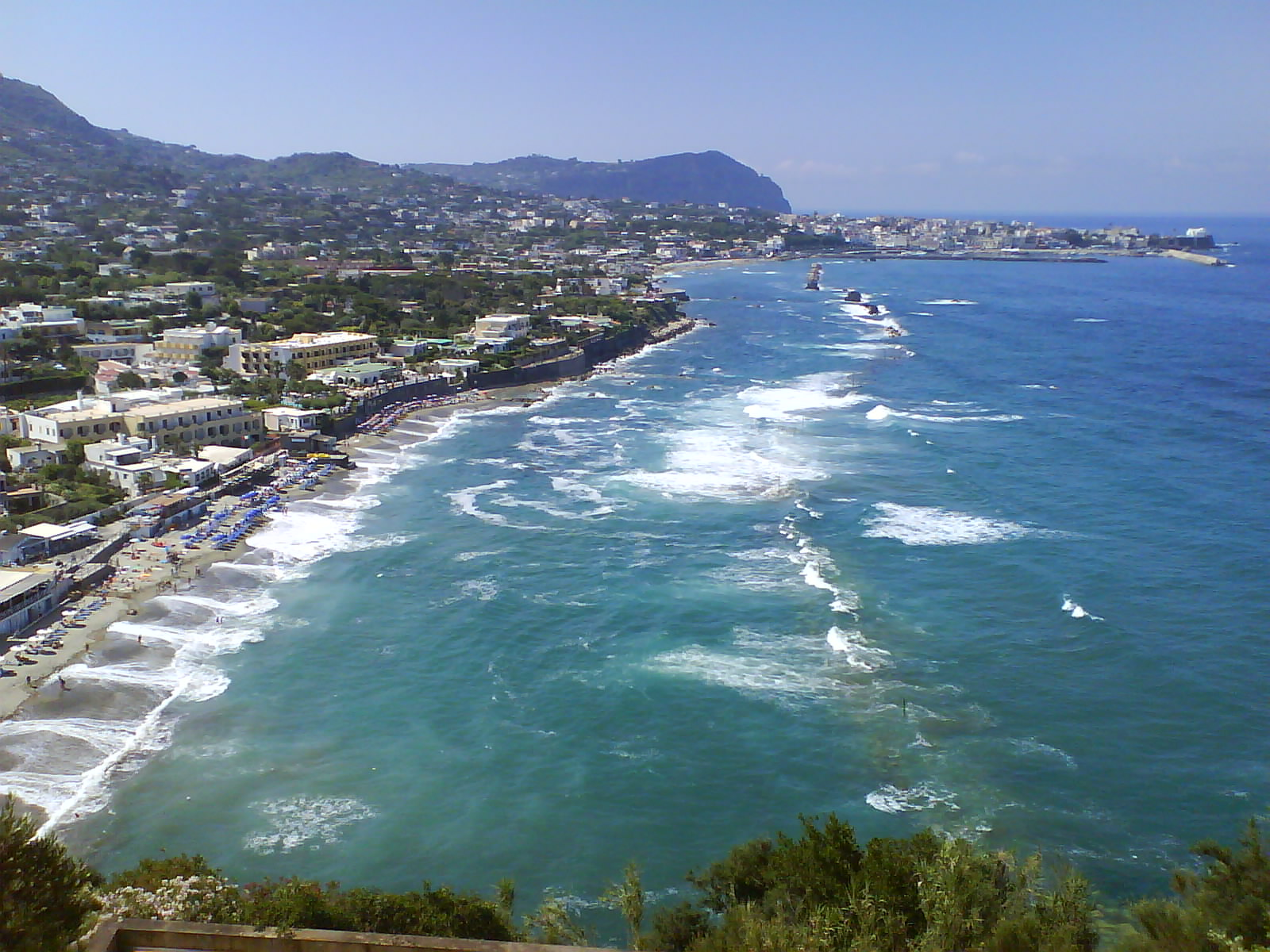
Playa de San Francesco.
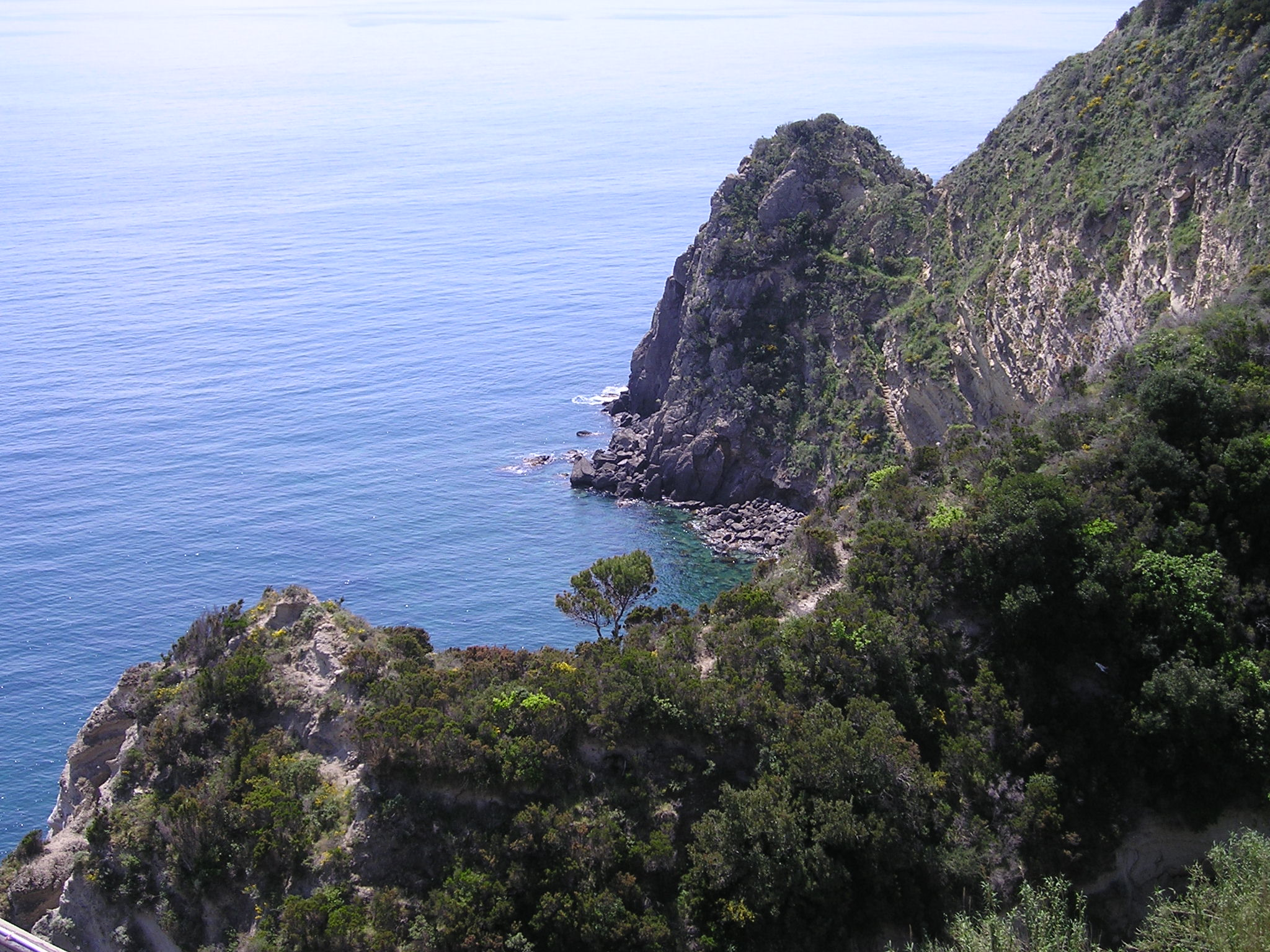
Punta Chiarito.
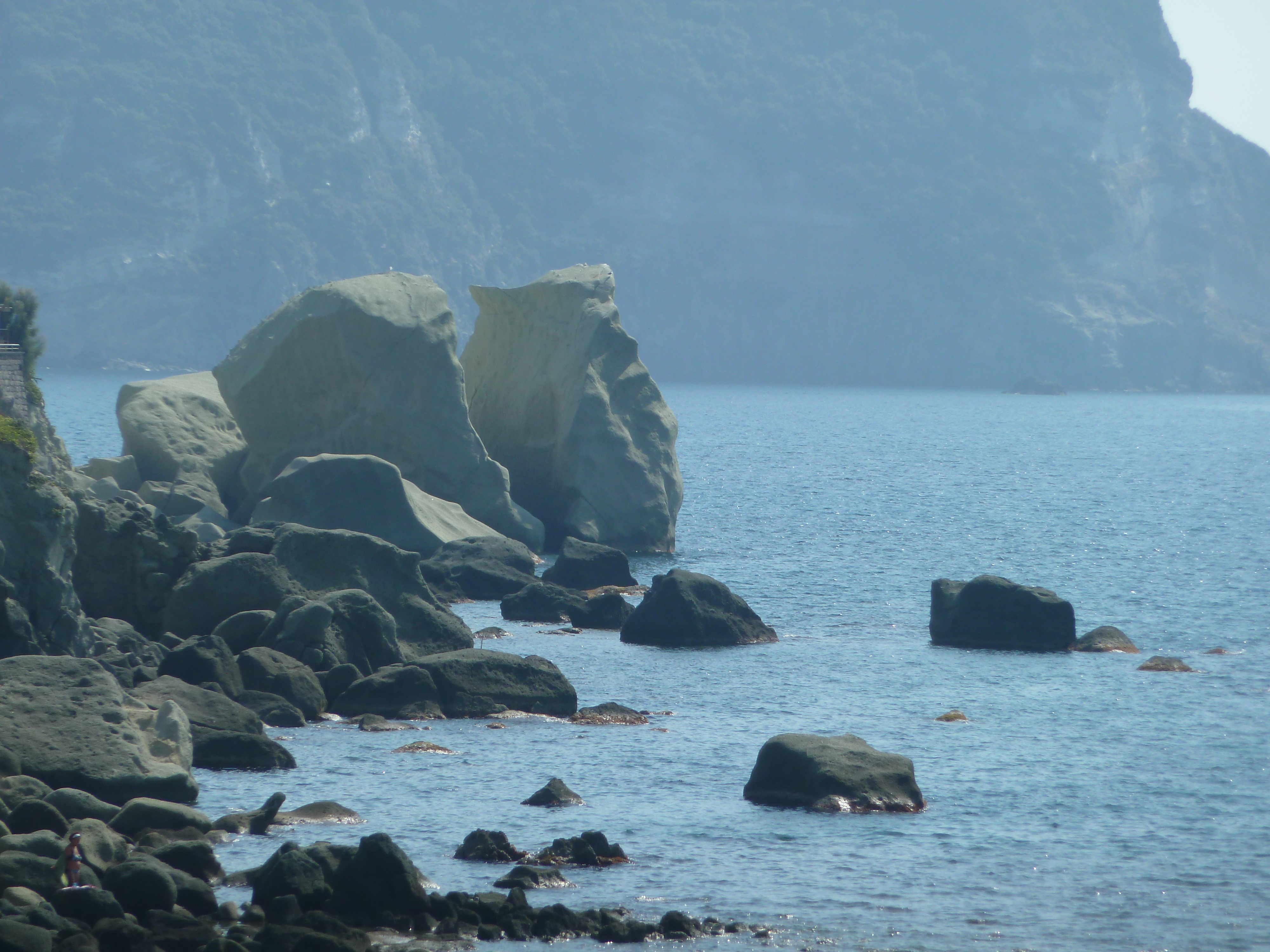
"Escollos enamorados".
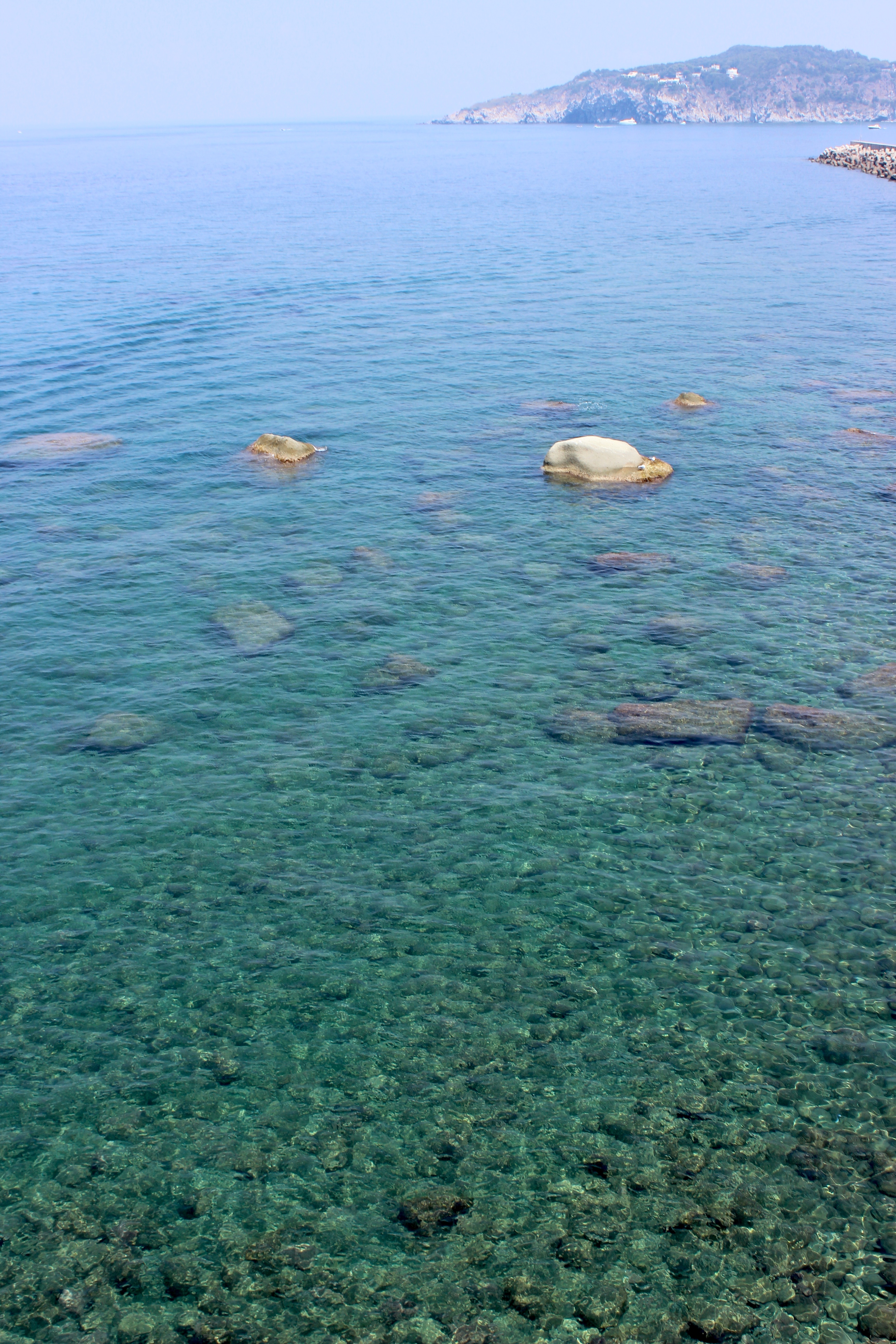
Punta Caruso.
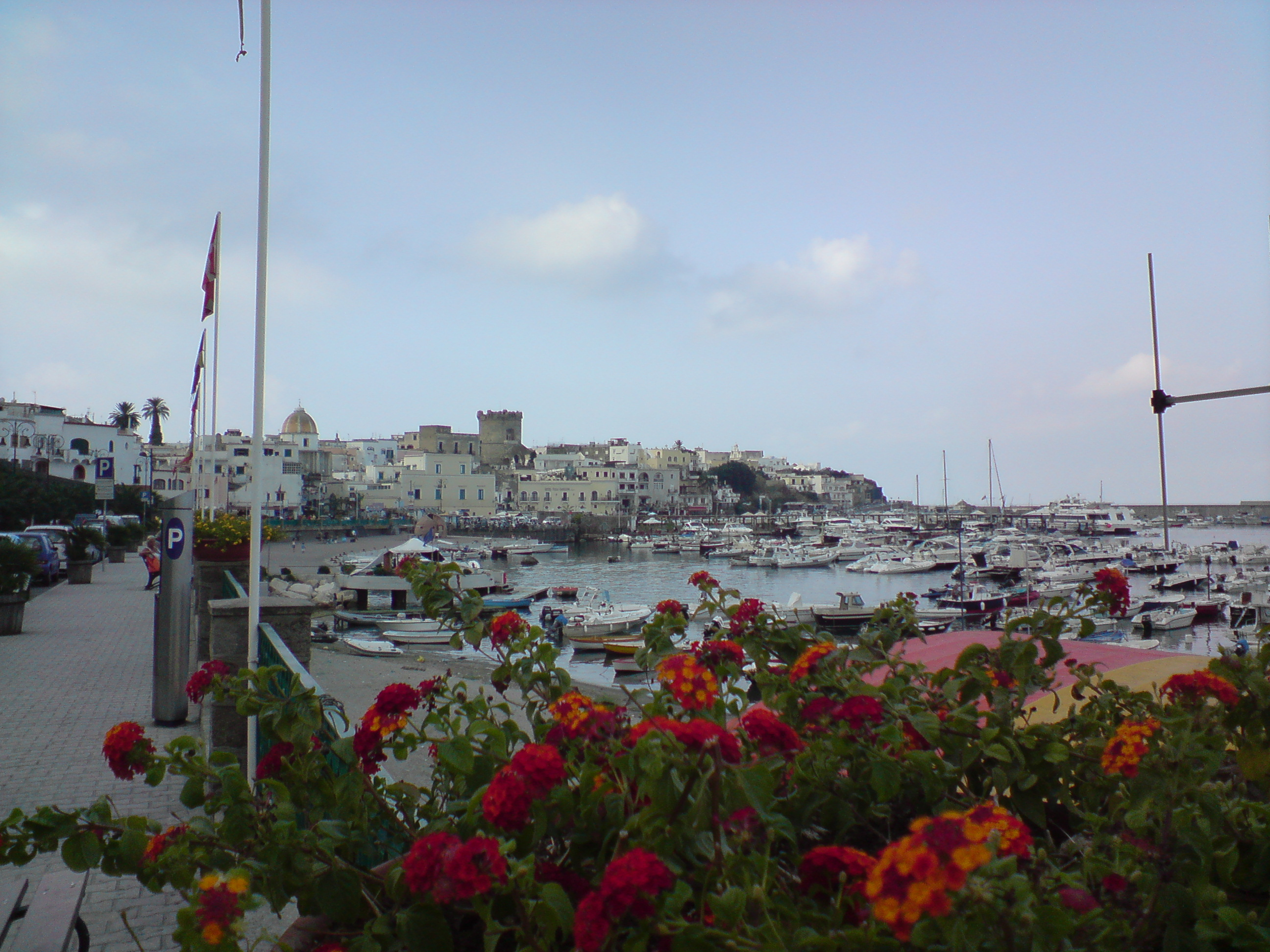
El puerto.
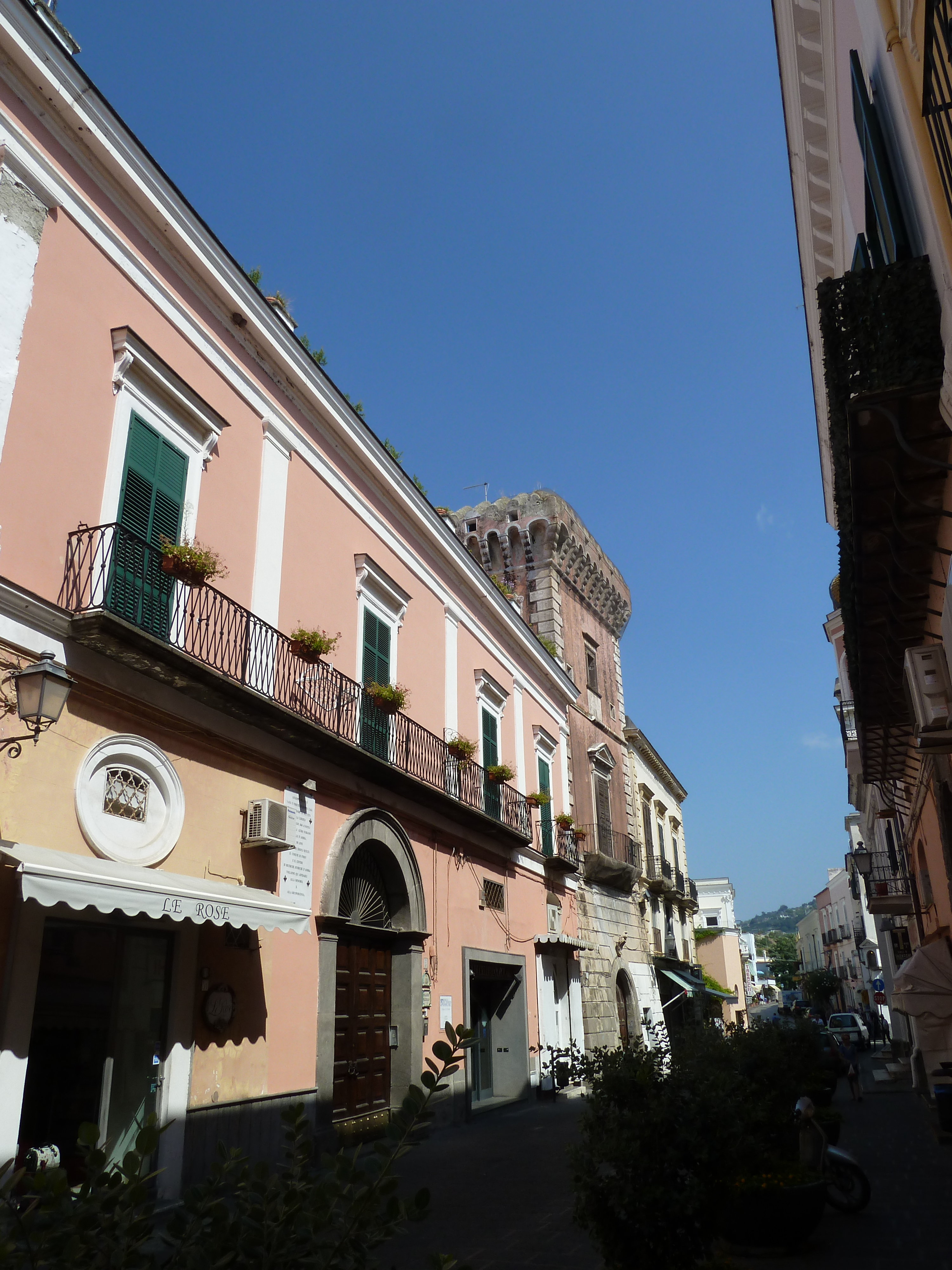
Calle Regine.
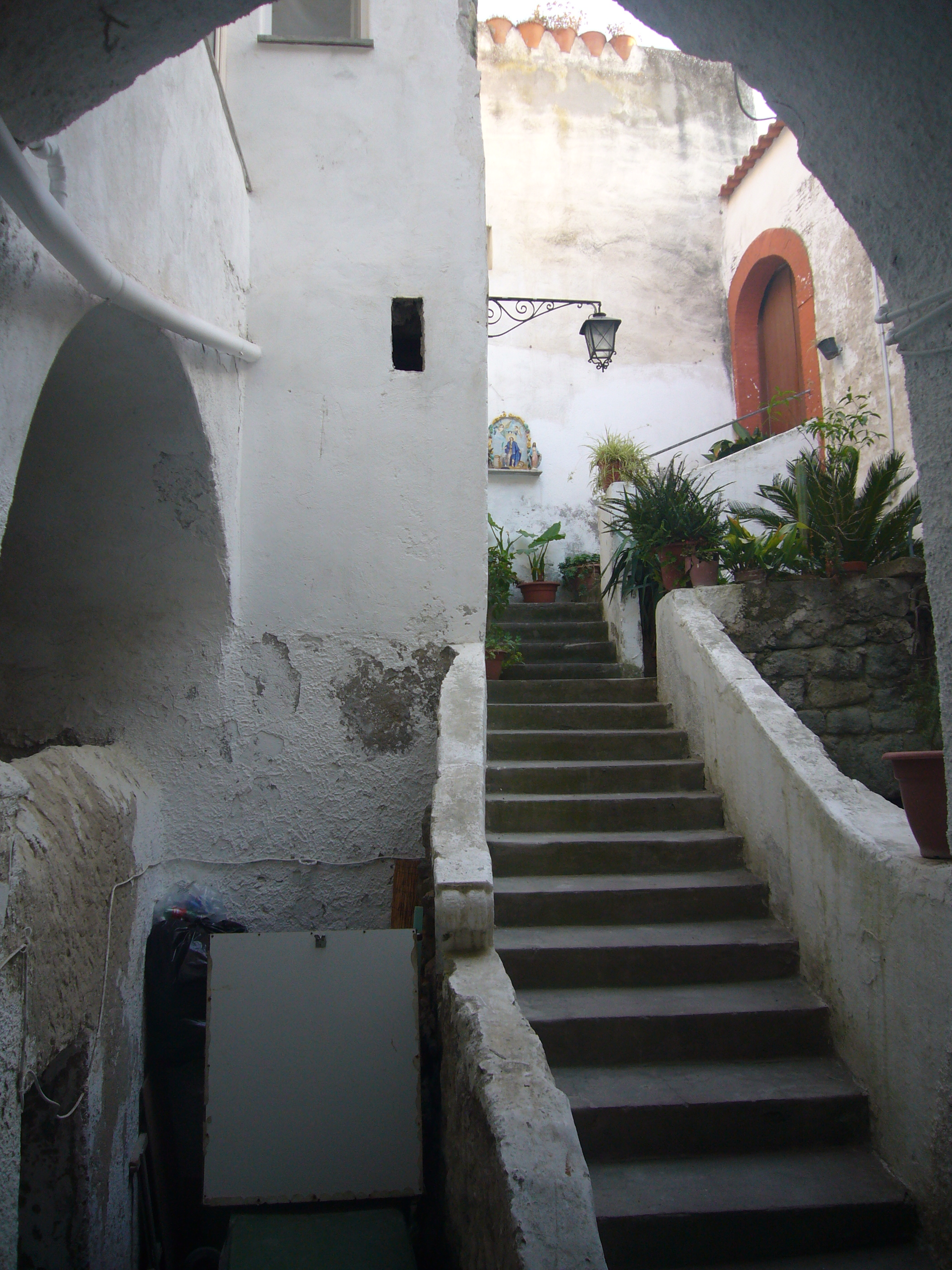
Un patio en Forio.
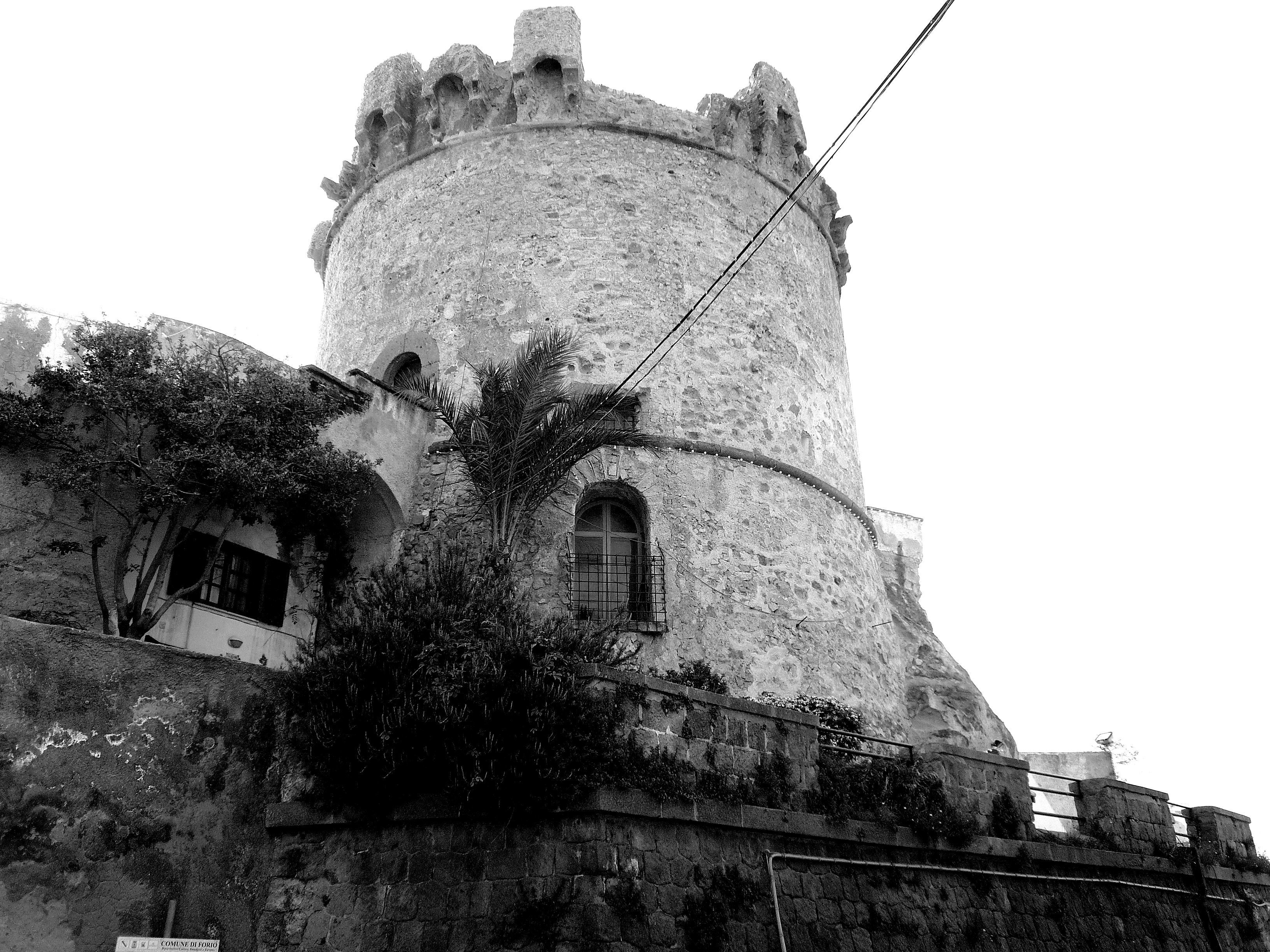
El Torreón.
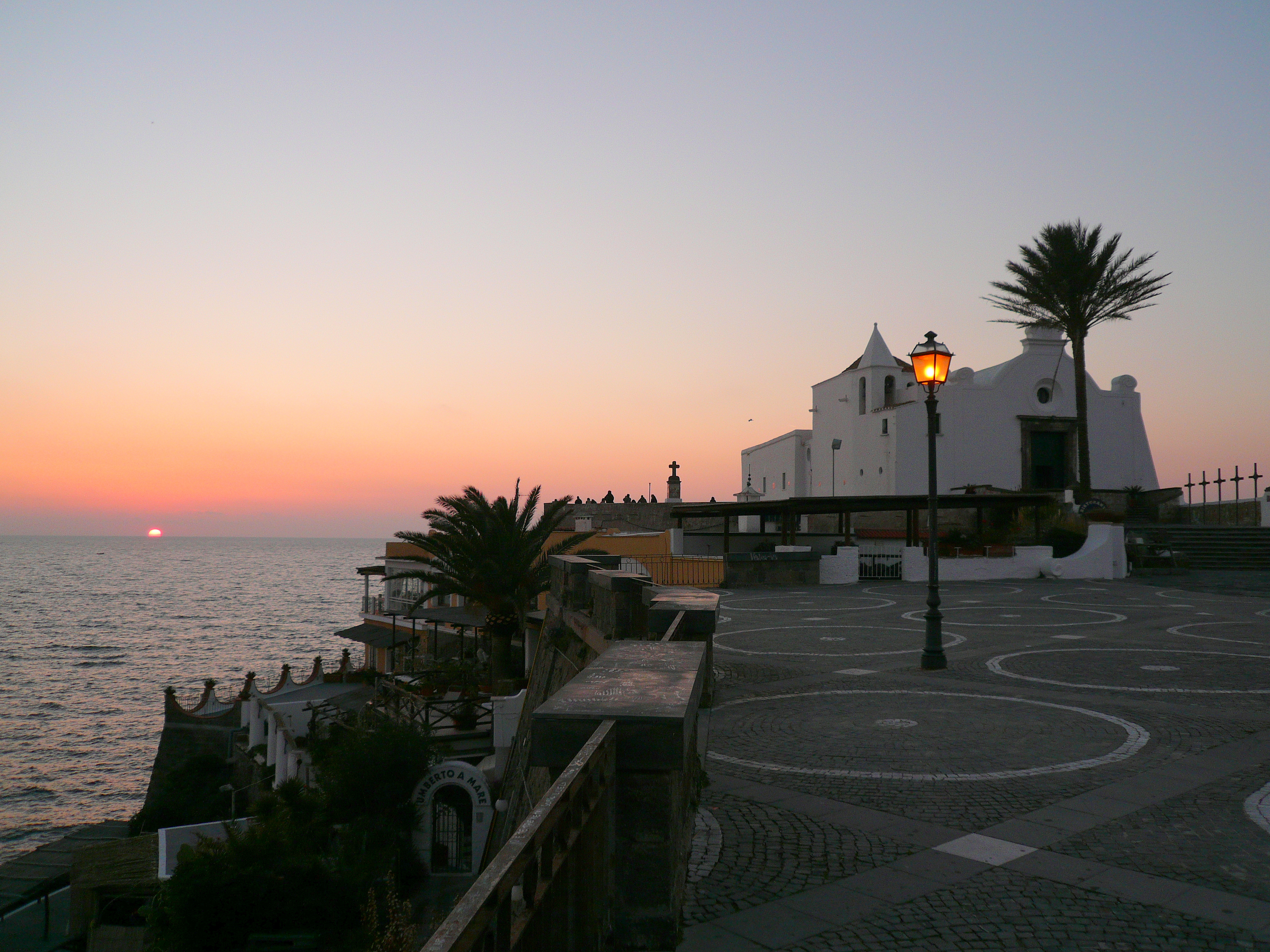
Iglesia del Socorro.
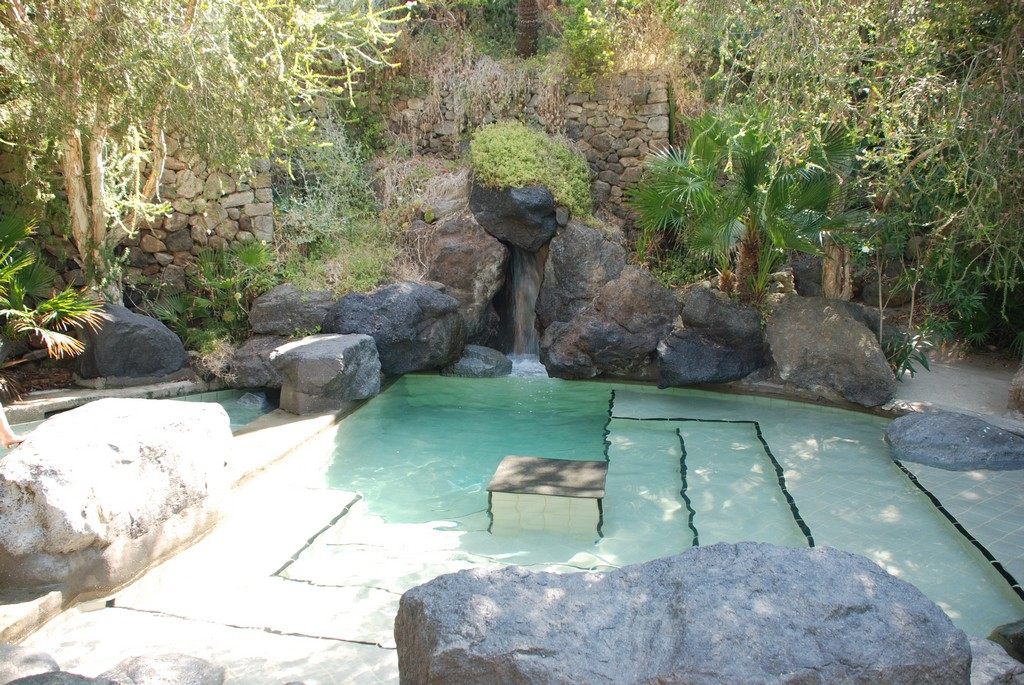
Piscinas termales en Negombo.
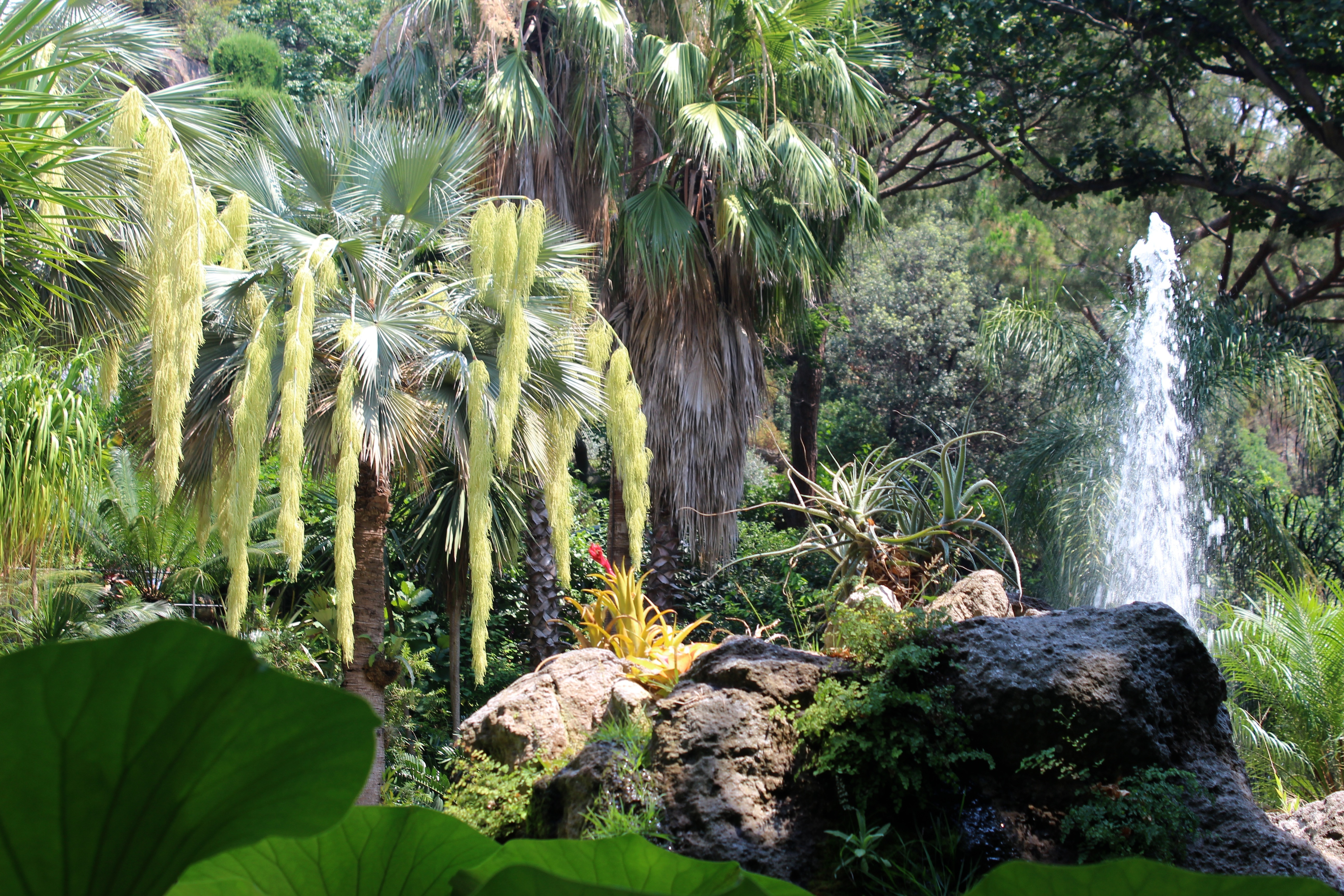
Fuente grande en La Mortella.
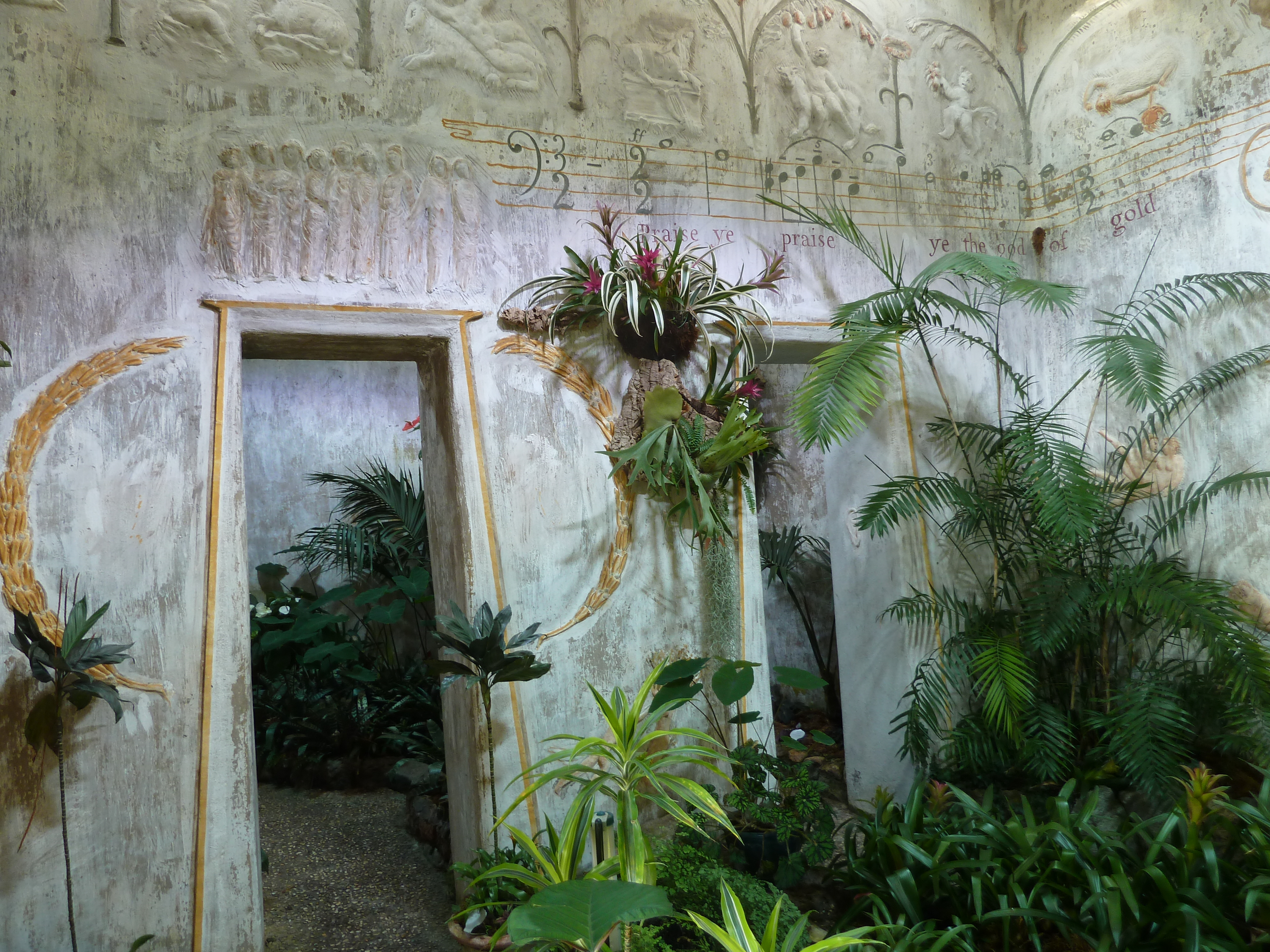
Templo del Sol en La Mortella.
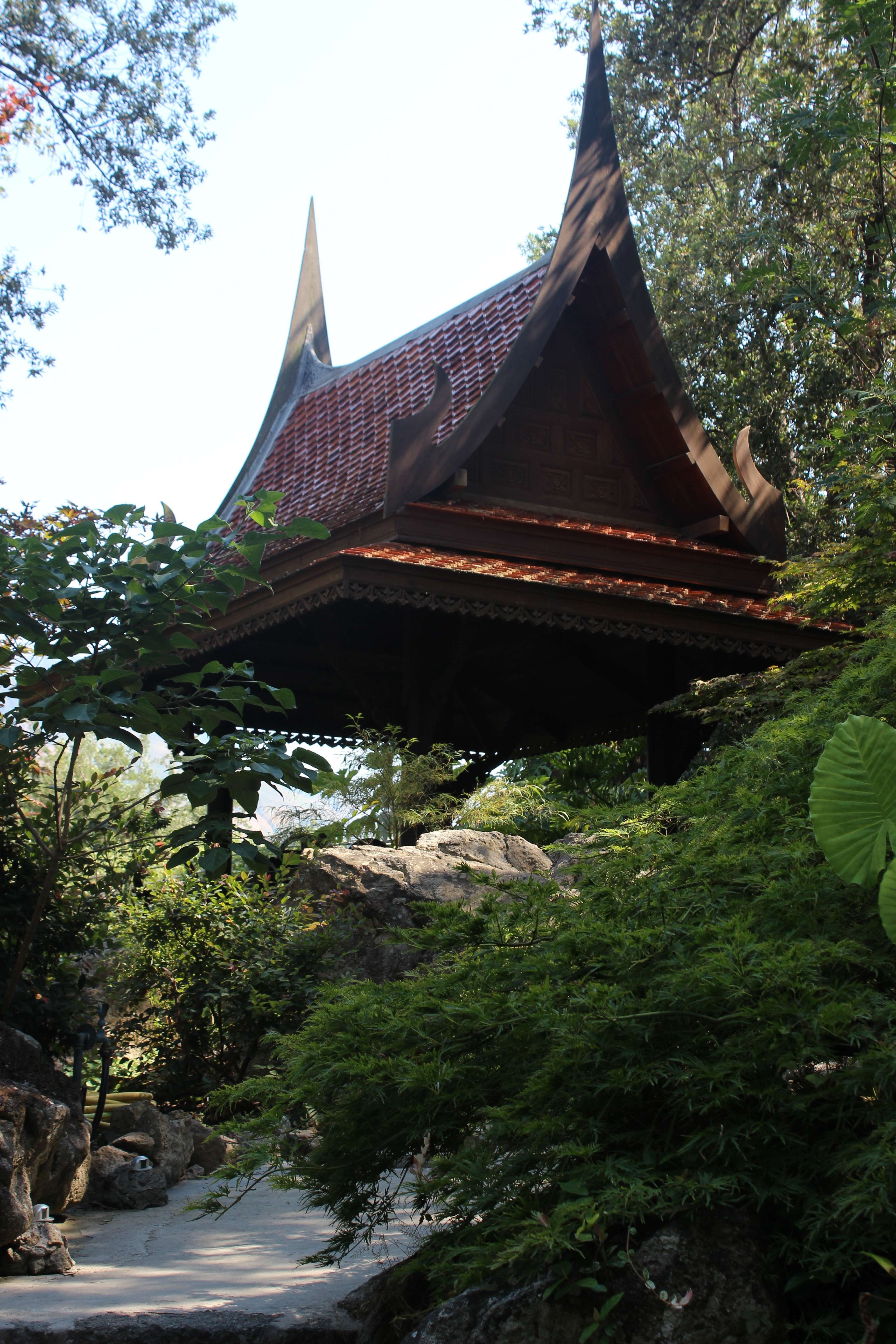
Jardín oriental en La Mortella.

## Demografía
| Gráfica de evolución demográfica de Forio entre 1861 y 2022 |
|                                                             |
| Fuente: ISTAT - Elaboración gráfica de Wikipedia            |